# 地四国
地四国（ちしこく）とは、民間信仰の一種で、地元の人が四国八十八箇所霊場を模して、山や島、半島などにおいて、ミニ巡礼コースとしているもの。寺院のかわりに、小さい祠を置いて、お参りする順番も決められている。「お四国さん」「ミニ四国」「新四国」「写し四国」「写し霊場」などの名でも呼ばれ、四国各地や他地域でもみられる。同様に西国三十三所を模したものもある。

## 地四国の例

### 北海道
- 北海道八十八箇所
- 天塩新四国八十八ヶ所霊場
- 恩穂山新四国八十八ヶ所霊場
- 深山峠新四国八十八箇所

### 関東地方
- 関東八十八箇所
- 新四国相馬霊場八十八ヶ所
- 奥多摩霊場新四国八十八札所
- 新四国四箇領八十八ヶ所霊場

#### 埼玉県
- 北足立八十八箇所
- 埼東新四国八十八カ所霊場

#### 千葉県
- 吉橋大師講

#### 東京都
- 御府内八十八箇所
- 玉川八十八箇所
- 豊島八十八箇所
- 荒川辺八十八箇所
- 多摩四国八十八箇所

#### 神奈川県
- 相模国準四国八十八箇所

### 中部地方

#### 福井県
- 若越新四国八十八箇所

#### 静岡県
- 伊豆八十八箇所

#### 岐阜県
- 美濃四国
- 可児郡新四国八十八カ所
- 大垣新四国八十八ヶ所霊場

#### 愛知県
- 知多四国霊場
- 三河新四国八十八ヶ所霊場
- 四国直伝弘法八十八ヶ所霊場
- 覚王山新四国八十八箇所
- 佐久島新四国八十八箇所（佐久島弘法巡り）

#### 三重県
- 三重四国八十八箇所
- 伊賀四国八十八箇所

### 近畿地方
- 摂津国八十八箇所

#### 滋賀県
- 近江新四国八十八ヶ所霊場

#### 京都府
- 仁和寺・御室八十八ヶ所霊場

#### 奈良県
- 大和北部八十八ヶ所霊場
- 矢田寺四国八十八ヶ所霊場巡り
- 大師山寺新四国八十八ヶ所霊場
- 大和新四国八十八ヶ所霊場

#### 兵庫県
- 淡路四国八十八箇所
- 沼島八十八箇所霊場巡り
- 宍粟市新四国八十八ケ所霊場
- 御光ヶ嶽弘法大師八十八ヶ所霊場
- 播磨四国八十八ケ所霊場
- 岩屋大師堂八十八所めぐり
- 多紀郡四国八十八ヶ所霊場

### 中国地方

#### 島根県
- 都野津新四国八十八箇所

#### 岡山県
- 美作八十八箇所
- 神島八十八ヶ所

#### 広島県
- 広島新四国八十八ヶ所霊場
- 赤羽根新四国八十八か所
- 川口新四国八十八ケ所
- 鞆・能登原・田尻新四国八十八ヶ所霊場
- 八本松八十八石仏
- 因島八十八ケ所札所巡り

#### 山口県
- 秋穂八十八箇所
- 周防大島八十八ヶ所

### 四国地方
- 新四国曼荼羅霊場

#### 香川県
- 小豆島八十八箇所
- 粟島の島四国
- 伊吹島の島四国
- 瀬居八十八箇所

#### 愛媛県
- 川之江新四国
- 上分新四国
- 三角寺新四国
- 馬瀬新四国
- 新居浜八十八ヶ所
- 東予周桑新四国
- 伊予府中新四国（今治市）
- 半島四国（今治市波方町）
- 島四国（今治市大島）
- 伯方の島四国
- 弓削島四国
- 佐島島四国
- 生名島四国
- 岩城島四国
- 魚島島四国
- 大三島島四国
- 新島四国八十八箇所（松山市興居島）
- 島四国（睦月島四国、睦月お四国）（松山市睦月島）
- 風早八十八箇所（松山市北条）
- 新四国八十八箇所お山参り（松山市石手寺）
- 久万山新四国（久万高原町）
- お四国山（八幡浜市）
- 磯崎新八十八箇所（八幡浜市保内町）
- 二名津新四国八十八箇所（伊方町二名津）
- 卯之町新四国（西予市宇和町卯之町）
- 音地地四国（宇和島市三間町）

### 九州地方
- 九州八十八ヶ所百八霊場

#### 福岡県
- 篠栗四国八十八箇所

#### 長崎県
- 茂木四国八十八ヶ所
- 壱岐四国八十八ヶ所霊場

#### 大分県
- 由布院新四国八十八ヶ所
- 姫島八十八ヶ所巡り

#### 熊本県
- 託麻新四国八十八ヶ所